# Отец и сын (фильм, 1936)
«Оте́ц и сын» — кинодрама на подростковую тему М. А. Барской, последний фильм режиссёра.

## Сюжет
Психологическая драма о сложных взаимоотношениях двенадцатилетнего мальчика и его отца — директора завода, ушедшего полностью в дела производства и не уделяющего сыну внимания. Мальчик забрасывает учёбу после ссоры с отцом, уходит из дома и сталкивается с уголовным миром. Только после серии происшествий и разговоров с разными людьми отец понимает свою ошибку.

## В ролях
- Геннадий Волович — Сын
- Лев Свердлин — Волков Пётр Николаевич
- Алексей Консовский — Семечкин
- Маргарита Барская — Учительница
- Михаил Тарханов — Сторож
- Василий Новиков — Секретарь парткома
- Ольга Жизнева
- Е. Счастливцева — эпизод
- Теодор Вульфович — эпизод

## Художественные особенности
В плане проблематики фильм представляет для своего времени определённый интерес. Впервые в истории отечественного кино в острой форме была затронута актуальнейшая проблема воспитания детей в советской семье и школе. Нашёл здесь отражение и вопрос о влиянии улицы на подростков, который тогда остро стоял на повестке дня.Валерий Турицын, из сборника «20 режиссёрских биографий»

## Цензура
Фильм не был выпущен на экраны. 
Барская подверглась идеологической проработке, в июне 1937 года её уволили со студии «Союздетфильм». 
Сохранился не полностью.